# Campeonato Italiano de Futebol - Série A (1988–89)
O Campeonato Italiano de Futebol de 1988–89, denominada oficialmente de Serie A 1988–1989, foi a 87.ª edição da principal divisão do futebol italiano e a 57.ª edição da Serie A. O campeão foi a Inter de Milão que conquistou seu 13.º título na história do Campeonato Italiano. O artilheiro foi o Italiano Aldo Serena, da Inter de Milão, com 22 gols.

## Classificação
| Pos. | Equipes        | Pts | J  | V  | E  | D  | GP | GC | SG  | Classificação ou rebaixamento                                 |
| ---- | -------------- | --- | -- | -- | -- | -- | -- | -- | --- | ------------------------------------------------------------- |
| 1    | Internazionale | 58  | 34 | 26 | 6  | 2  | 67 | 19 | +48 | Primeira fase da Taça dos Clubes Campeões Europeus de 1989–90 |
| 2    | Napoli         | 47  | 34 | 18 | 11 | 5  | 57 | 28 | +29 | Primeira fase da Copa da UEFA de 1989–90                      |
| 3    | Milan[a]       | 46  | 34 | 16 | 14 | 4  | 61 | 25 | +36 | Primeira fase da Taça dos Clubes Campeões Europeus de 1989–90 |
| 4    | Juventus       | 43  | 34 | 15 | 13 | 6  | 51 | 36 | +15 | Primeira fase da Copa da UEFA de 1989–90                      |
| 5    | Sampdoria[b]   | 39  | 34 | 14 | 11 | 9  | 43 | 25 | +18 | Taça dos Clubes Vencedores de Taças de 1989–90                |
| 6    | Atalanta       | 36  | 34 | 11 | 14 | 9  | 37 | 32 | +5  | Primeira fase da Copa da UEFA de 1989–90                      |
| 7    | Fiorentina     | 34  | 34 | 12 | 10 | 12 | 44 | 43 | –1  | Primeira fase da Copa da UEFA de 1989–90                      |
| 8    | Roma           | 34  | 34 | 11 | 12 | 11 | 33 | 40 | –7  |                                                               |
| 9    | Lecce          | 31  | 34 | 8  | 15 | 11 | 25 | 35 | –10 |                                                               |
| 10   | Lazio          | 29  | 34 | 5  | 19 | 10 | 23 | 32 | –9  |                                                               |
| 11   | Hellas Verona  | 29  | 34 | 5  | 19 | 10 | 18 | 27 | −9  |                                                               |
| 12   | Ascoli         | 29  | 34 | 9  | 11 | 14 | 30 | 41 | –11 |                                                               |
| 13   | Cesena         | 29  | 34 | 8  | 13 | 13 | 24 | 39 | −15 |                                                               |
| 14   | Bologna        | 29  | 34 | 8  | 13 | 13 | 26 | 43 | −17 |                                                               |
| 15   | Torino         | 27  | 34 | 8  | 11 | 15 | 37 | 49 | −12 | Zona de rebaixamento à Serie B de 1989–90                     |
| 16   | Pescara        | 27  | 34 | 5  | 17 | 12 | 28 | 34 | −6  | Zona de rebaixamento à Serie B de 1989–90                     |
| 17   | Pisa           | 23  | 34 | 6  | 11 | 17 | 17 | 39 | −22 | Zona de rebaixamento à Serie B de 1989–90                     |
| 18   | Como           | 22  | 34 | 6  | 10 | 18 | 24 | 49 | −25 | Zona de rebaixamento à Serie B de 1989–90                     |

- a.^ O Milan venceu a Taça dos Clubes Campeões Europeus de 1988–89.
- b.^ A Sampdoria venceu a Coppa Italia de 1988–89.